# A Happy Tree Friends epizódjainak listája

## DVD-k
- First Blood (Első vérig)
- Second Serving (Második harapás)
- Third Strike (Harmadik csapás)
- Gifts From Mortal (Negyedik karácsony)
- OverKill (Magyarországon nem jelent meg)
- The Winter Break (Magyarországon nem jelent meg)

## Epizódok

### Internetes kis részek
| - Spin Fun Knowin Ya - House Warming - Helping Helps - Crazy Ant-ics - Havin’ a Ball - Water You Wading For - Nuttin’ Wrong with Candy - Wheelin’ And Dealin' - Pitchin’ Impossible - Stayin’ Alive - Treasure These Idol Moments - Chip off the Ol’ Block - Nuttin’ But the Tooth - Hide and Seek - Whose Line Is It Anyway - Boo Do You Think You Are - Mime And Mime Again - You’re Baking Me Crazy - Tounge Twister Trouble | - Meat Me for Lunch - Sweet Ride - It’s a Snap - Off the Hook - Spare Me - Snow What? That's What - This Is Your Knife - Happy Trails Pt.1 - Happy Trails Pt.2 - Jumping the Shark - Eye Candy - Rink Hijinks - Flippin’ Burgers - Get Whale Soon - Snip Snip Hooray - Eyes Cold Lemonade - Milkin' It - Out of Sight, Out of Mime - Class Act - The Way You Make Me Wheel | - Better Off Bread - I Get a Trick Out of You - Shard at Work - Water Way to Go - Out on a Limb - Keepin It Reel - A Hard Act to Swallow - Let It Slide - Icy You - Hello Dolly - Remains To Be Seen - Stealing the Spotlight - Ski Ya Wouldn't Wanna Be Ya - Blind Date - Suck It Up - From A To Zoo Pt.1-2 - Read 'Em and Weep - Can't Stop Coffin - We're Scrooged | - Just Desert - Peas in a Pod - Wrath of Con - All Flocked Up - Something Fishy - Without a Hitch - Swelter Skelter - I Nub You! - A Bit of a Pickle - See You Later, Elevator - Clause for Concern - The Chokes on You - Royal Flush - Brake the Cycle - Random Acts of Silence - Breaking Wind - All in Vein - Bottled Up Inside - No Time Like the Present | - By the Seat of Your Pants - You're Kraken Me Up - All Work and No Play - Buns of Steal - Pet Peeve - A Vicious Cycle - Put Your Back Into It - Spare Tire - Camp Pokeneyeout - Dream Job - Going Out With A Bang - A Handy Nanny - An Inconvenient Tooth - Just Be Claus - In Over Your Hedge - Too Much Scream Time |

### TV epizódok
(Leírások majd akkor keletkeznek, ha véget ér az első szezon. Egyébként viszont nem akarjuk elrontani a hétperces részek megnézésére vágyók örömét. A zárójelben a főszereplők nevei.
| - The Wrong Side of the Tracks (Lumpy, Sniffles) - From Hero to Eternity (Splendid) - And the Kitchen Sink (Pop & Cub) - Firemen Ya, But I Do Not Know (Flaky) - Party Animal (Flaky, Flippy) - Ipso Fatso (Disco Bear) - Don't Yank my Chain (Handy, The Mole, Lumpy) - Doggone It (Pop & Cub, Lumpy) - Concrete Solution (Nutty) - Sea What I Found (Lifty & Shifty, Russel) - Easy For You to Sleigh (Lifty & Shifty) - Wishy Washy (Petunia, Lumpy) - Who's to Flame? (Mime) - Every Litter Bit Hurts (Giggles, Lumpy) - Pop Star (Pop & Cub, Sniffles) - I Help You, U Help Me (Flaky, Splendid) - My Hand Is Your Hands (Handy) - As You Wish! (Lifty & Shifty, Lumpy) | - Take a Hike (Lumpy) - Snow Place to Go (Russel) - Dunce Upon a Time (Giggles, Lumpy) - Gems the Breaks (Lifty & Shifty, Splendid) - A Change of Heart (Disco Bear, Lumpy) - A Hole Lotta Love (Pop & Cub, Sniffles) - Mime to Five (Mime) - Blast From the Past (Sniffles) - To Half! (Lumpy, Flaky) - Hygiene Lecon (Flaky, Petunia) - Chew Said a Mouthful (Nutty, Lumpy) - See What Develops (Splendid, The Mole) - A Sucker for Love (Nutty) - Where is My Plant? (Flaky, Petunia, Lumpy) - Home is Where the Hurt is (Giggles, Handy) - What The Hitman (Flaky, Sniffles) - Cuddles's Day (Cuddles) - Eye For Gem (Petunia, Brilly) | - AW, Shucks! (Lumpy) - A Sight for Sore Eyes (Russel, The Mole) - Wipe Out! (Cro-Marmot) - Letter Late than Never (Lumpy) - Wingin' It (Flaky) - Tongue in Cheek (Sniffles) - New Decade, New Styile (Disco Bear, Cuddles) - Easy Comb, Easy Go (Disco Bear, Lumpy) - I've Got You Under My Skin (Sniffles, Lumpy) - In a Jam (Cuddles) - Junk In The Trunk (Lumpy) - Hear Today, Gone Tomorrow (Lumpy) - Double Whammy - Autopsy Turvy - (Flippy - Toothy, Cuddles - ) - Baby Hitters (Flaky, Giggles) - Happy Camp, Not Happy Coming - The Gold Bowman (Giggles) - I 'm So Ailing (Nutty) - Was Friends, Want Friends (Flaky, Giggles) |

## Különleges részek
- Banjo Frenzy – egy kezdetleges, úgymond debütáló epizód.
- Ski Patrol – Lumpy mint símentő.
- I like haloween, I like zombies! – Tothy miatt – Flaky-n és Nutty-n kívül – mindenki zombie lesz.
- Buddhist Monkey: Enter the Garden – A buddhista majom vs. gonosz nindzsák a kertben.
- Buddhist Monkey: Books of Fury – majdnem ugyanaz egy könyvtárban.
- Mole in the City – A bizonyos kém epizód, ami "beharangozta" a 30 perces epizódokat.
- Fall Out Boy Video: The Carpal Tunnel of Love – Cuddles és Giggles szerelmi kapcsolata, amibe Lumpy mindig beletenyerel.
- The turists – Az osztály (Mindenki) kirándulni megy.
- Dino-Sore Days – Cro-Marmot a maga időszakában (fekete-fehér, Disney-szerű epizód).
- Hipnotise haloween – Cuddles hipnotizáló-órát rendel egy újságból, de Sniffles, Flaky, és Giggles megakadályozza.
- Intimate Spotlight – Egy "interjú" Cro-Marmottal.
- Asbestos I Can Do – Lumpy zoknit köt az agancsának.
- The Buddhist Hedgehog – A buddhista majom társa:Flaky.
- W.A.R. Journal – Flippy katona kora.
- The "Easter-Bunny"-Cuddles a húsvéti nyúl

## Break
- Under The Skin of Happy Tree Friends
- Behind The Screams
- Asbestos I Can Do
- Voices of Doom
- Hate Mail
- Chore Loser
- Seize The Day
- Deck the Halls